# Смишляєвка (Ульяновська область)
Смишляєвка (рос. Смышляевка) — село в Кузоватовському районі Ульяновської області Російської Федерації.
Населення становить 608 осіб. Входить до складу муніципального утворення Коромисловське сільське поселення.

## Історія
Від 2004 року входить до складу муніципального утворення Коромисловське сільське поселення.

## Населення
| 2010 |
| ---- |
| 608  |